# 阪合村
阪合村（さかあいむら）は奈良県北西部、高市郡に属していた村。現在の明日香村西部。

## 歴史
- 1889年（明治22年）4月1日 - 町村制の施行により、高市郡 平田村, 越村, 真弓村, 御園村, 檜前村, 阿部山村, 大根田村, 栗原村が合併し阪合村が成立。
- 1956年（昭和31年）7月3日 - 高市村、飛鳥村と合併し、明日香村が発足。同日阪合村消滅。

## 交通

### 鉄道路線
- 近畿日本鉄道
  - 吉野線
    - 橘寺駅

### 道路
- 二級国道169号（現：国道169号）